# Kragehulfyndet
Kragehulfyndet är ett mossfynd från Kragehuls mosse, öster om Assens på Fyn, Danmark. Fyndet härstammar från järnåldern (måhända omkr. 500 e.Kr.) och består av svärd med rester av skidor och skidbeslag, spjut- och pilspetsar samt fragment av träskaft till dessa (en av dem har en längre runinskrift), knivar, kammar, flinta, lerkärl, ett bronskärl med mera. Fyndet låg på ett djup av 1–1 1/2 meter.

## Fynden
De första fynden gjordes under torvgrävning, och den äldsta beskrivningen publicerades 1761 av arkivtecknaren Søren Abildgaard. I mitten av 1800-talet hittades fler vapen och utrustning. År 1865 genomförde Conrad Engelhardt som hade ansvarat för utgrävningen av Nydamskeppet en provgrävning på 40 m². Vapen och annan krigsmateriel hittades från omkring 200–500 e.Kr., och de härrör från flera tillfällen. Det fanns också knivar, kammar, pincett, lerkärl, ett bronskärl etc. Flera av fynden var avsiktligt skadade innan de kastades i mossen. Fynden gjordes på ett djup av 1–1½ meter under myrens yta, dels på den leriga sandbottnen, dels i närmaste torvlager. Myrens djup på de undersökta ställena är 4–5 fot (1,2–1,5 meter).
Metallfynden var kraftigt eroderade på grund av det sura vattnet i mossen, och träsakerna så genomträngda av vatten att endast brottstycken kunde bevaras.
Järnsvärden var tvåeggade och smidda med damaskering  i olika mönster.

## Kragehul I
Kragehul I (Signum: DR 196 U) är en fragmentarisk spjutstång från folkvandringstiden hittad 1877 i vapenoffermossen i Kragehul. Den finns på Danmarks nationalmuseum i Köpenhamn. Bland fynden därifrån har man i efterhand identifierat fem separata omgångar med vapenoffer från perioden 200–475 e.Kr. Stången tillhör troligen den sista nedläggningen och bär en runinskription med den äldre futharken.

### Inskription
Inskriptionen lyder translittererad i sin helhet:
ek e͡rila͡z asugisalas m͡uh͡a h͡aite g͡ag͡ag͡a ginu g͡ah͡e ... lija ... hagala wiju big- ...
Den första delen av inskriften normaliseras vanligen: 
ek erilaz asugisalas muha haite, gagaga
Översättningen lyder:
"Jag, erilen från Asugisalaz heter Muha" följd av ett stridsrop eller en trollformel.
Asugisalaz innehåller ansu- "gud" och gisala- "grodd, avkomma/ättling". Muha är antingen ett personnamn eller ett ord som betyder "tjänare" eller liknande. Sekvensen gagaga skrivs med tre bindrunor baserade på g-runans X-form som kombineras med a-runan. En liknande sekvens med bindrunor, g͡æg͡og͡æ, återfinns på Undleybrakteaten.

### Tolkningar
Sekvensen gagaga och resterande inskription har blivit ämne för en rad olika tolkningar.

#### Schneider
Schneider (1969) argumenterade för tjuroffer, och läser g-a som "gåva, gud!" och resterande inskrift som 
Ginugahelija Hagala wiju bi g[aia]. 
"den mäktige roparen/brölaren [offertjuren], Hagal, viger jag åt spjutet".

#### Düwel
Düwel (1983) läste det upprepade g-a som  g[ibu] a[uja] "Jag ger god lycka". För den andra delen av inskriften, läste han
 ginu-ga he[lmat]lija ... hag?l(a) wi[g]ju bi g[aia].
"trolldoms-'ga', det hjälmförstörande haglet viger jag åt spjutet"

#### Pieper
Pieper (1999) läste g-a som g[ebu] a[nsu] "gåva till guden [Oden]", med fortsättningen:
ginu-ga hellija hag?la wiju bi g[ebu].
"magisk gudagåva, helvetiskt hagel viger jag åt denna gåva"

#### MacLeod & Mees
MacLeod & Mees (2006) läste gagaga som en onomatopoetisk konstruktion relaterad till liknande fynd som Undleybrakteaten gægogæ, och uppfattade uttrycket som en metrisk formulerad spådom.
gagaga ginu gahellija, hagala wiju bi g[aize].
"gagaga ropar jag ekande, hagel jag viger i spjutet"
Den här artikeln är helt eller delvis baserad på material från engelskspråkiga Wikipedia.
Den här artikeln är helt eller delvis baserad på material från danskspråkiga Wikipedia.